# Alabaster Caverns State Park

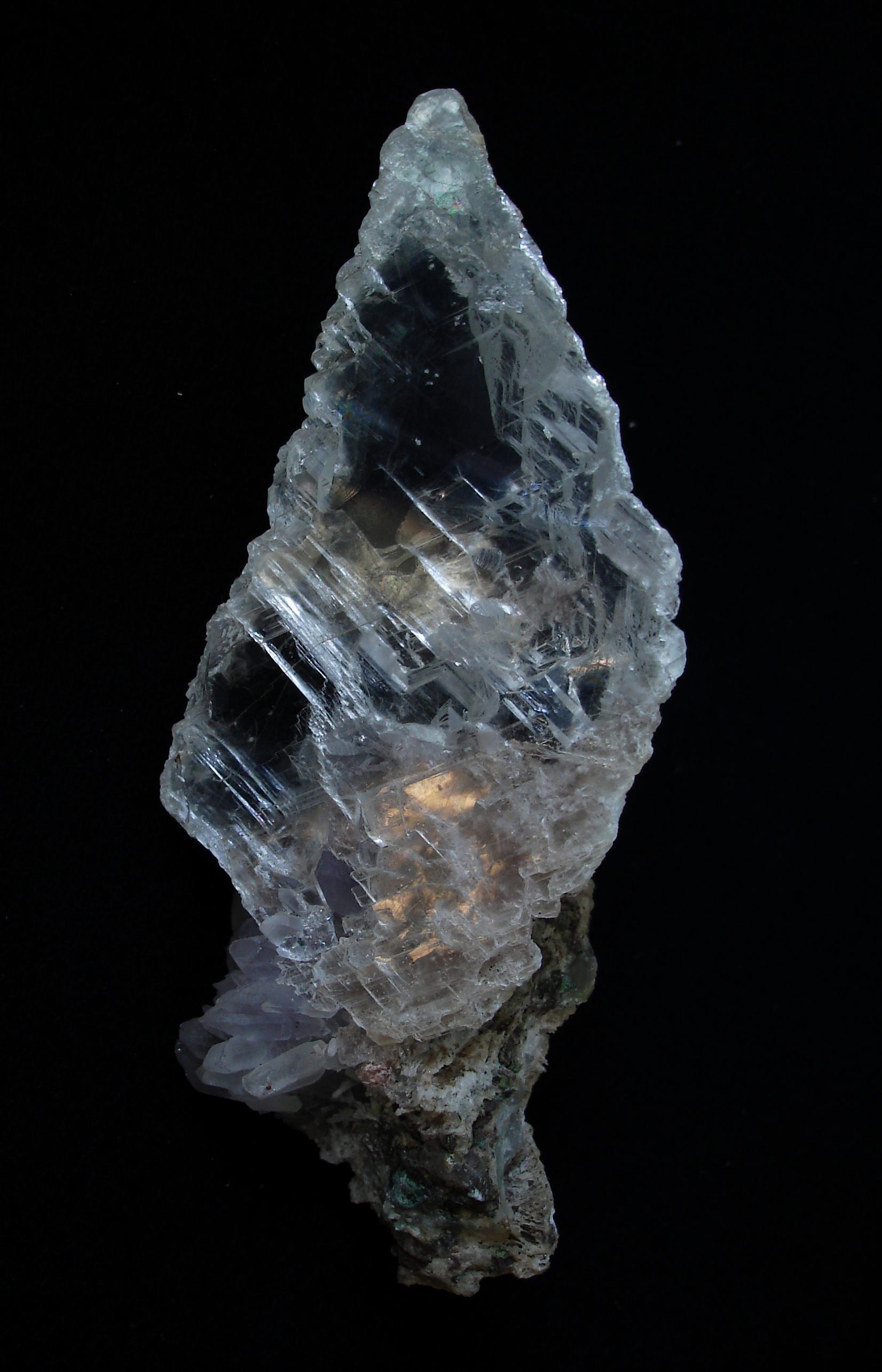
Selenit

Der Alabaster Caverns State Park ist ein State Park im Woodward County 10 km südlich der Ortschaft Freedom in Oklahoma gelegen. Im 81 Hektar großen Park, der über den State Highway 50 erreichbar ist, befindet sich eine 1200 m lange Gipshöhle mit verschiedenfarbigen Ausformungen von Alabaster.

## Geschichte
Die ältesten Aufzeichnungen einer Erforschung der Höhle datieren auf das Jahr 1898. 1939 kaufte Charles Grass das Land auf. Unter Charles Grass wurde die Höhle ansatzweise touristisch erschlossen, vermarktet und der Name Alabaster Caverns geprägt. 1953 verkaufte sie Glass für 34.000 US-Dollar an den Bundesstaat Oklahoma. Die Höhle wurde unter die Verwaltung des Oklahoma Planning and Resources Board gestellt. 1956 erlangte das Gebiet mitsamt der Schauhöhle die Einstufung State Park.

## Geologie
Vor über 200 Millionen Jahren, während der Permzeit, überdeckte ein großer Binnensee die Gegend. Beim Trockenfallen blieben gipshaltiges Ablagerungen zurück. In ihnen sind Gipsvarietäten wie Selenitkristalle, weißer, pinkfarbener und der seltene schwarze Alabaster enthalten. Durch großräumige Anhebung des Geländes und erodierendes Wasser wurden die Höhlengänge im Laufe der Zeit ausgewaschen. Die Haupthöhle ist 1200 Meter lang und hat eine maximale Höhe von 15 m und etwa 18 m Breite. Die einzelnen Gesteinsformationen und Höhlenkammern tragen klangvolle Namen wie Ship's Prow, Devil's Kitchen oder Crystal Vault. Abseits der erschlossenen Schauhöhle mit Führungen sind fünf weitere Höhlen vorhanden, die mit entsprechender Speläologie-Ausrüstung von März bis September in Absprache mit der Parkverwaltung höhlenkundlich erforscht werden dürfen.

## Fauna

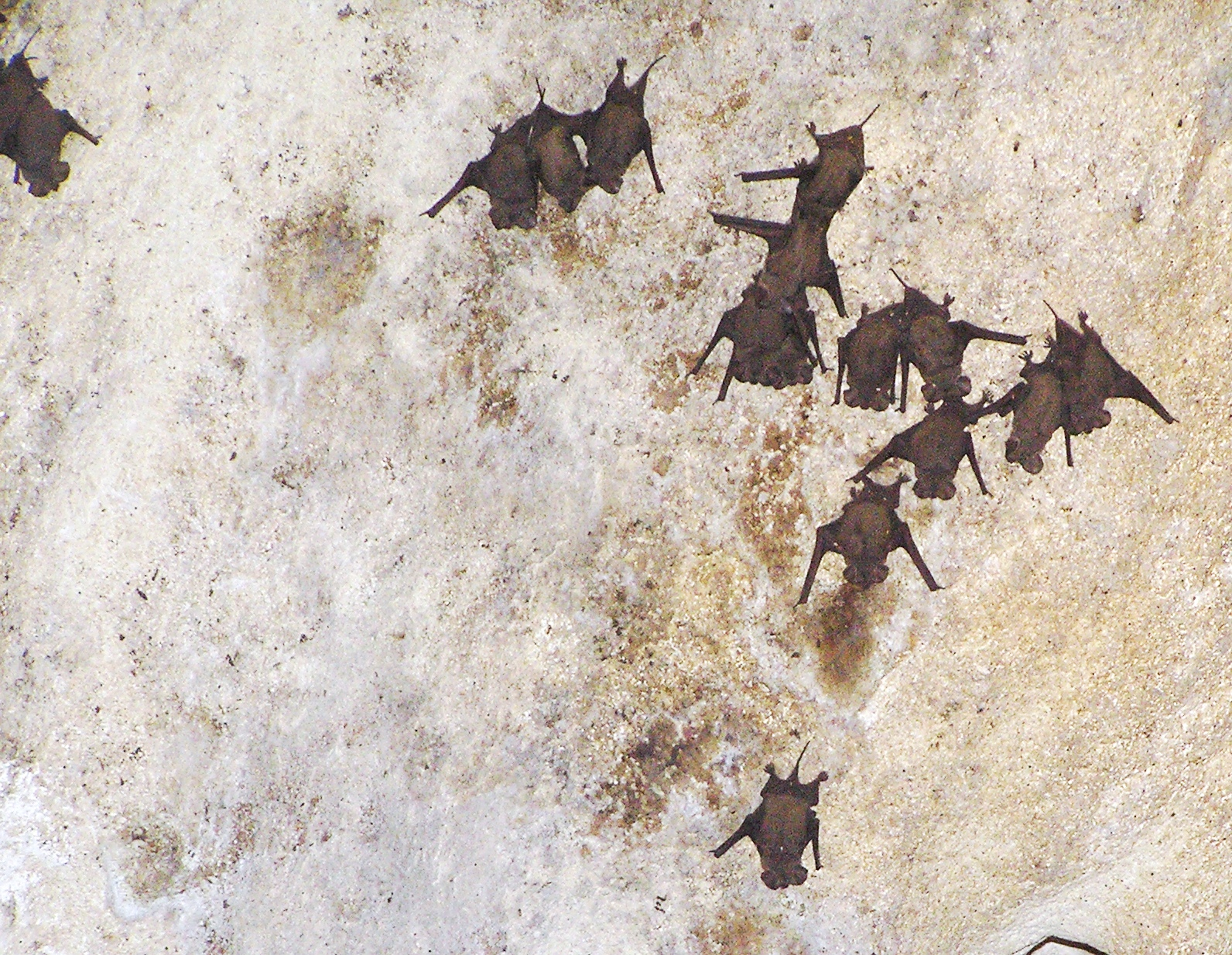
Mexikanische Bulldoggfledermäuse

In dem Höhlensystem quartieren folgende fünf Fledermausarten: Höhlenmausohr (Myotis velifer), Plecotus townsendii, Östliche Amerikanische Zwergfledermaus (Perimyotis subflavus), Große Braune Fledermaus (Eptesicus fuscus) und die Mexikanische Bulldoggfledermaus (Tadarida brasiliensis).

## Touristik
Im State Park gibt es Wanderwege, ein Amphitheater, Campingmöglichkeiten und ein Besucherzentrum.

## Verweise
1. ↑   Archivlink (Memento vom 17. Juni 2013 im Internet Archive)
2. ↑   Archivlink (Memento vom 17. Juni 2013 im Internet Archive)
3. ↑  Archivierte Kopie (Memento vom 1. März 2008 im Internet Archive). Abgerufen am 7. April 2024.